# De Havilland DH.60 Moth
де Хэвилленд DH.60 «Мос» (англ. de Havilland DH.60 Moth — «Мотылёк») — британский двухместный биплан, выпускавшийся в 1920-х годах de Havilland Aircraft Company. Один из первых массово выпускавшихся самолётов.
В 1930 году известная британская женщина-авиатор Эми Джонсон на самолёте DH.60G «Джипси Мос» G-AAAH «Джейсон» за 19 дней совершила перелёт длиной 17 700 км из Великобритании в Австралию, став первой женщиной, в одиночку преодолевшей этот маршрут. В 1934 году Джин Баттен на другом «Джипси Мос» побила рекорд Эми Джонсон, совершив такой же перелёт за 14 дней и 22 часа.

## Модификации
DH.60 Cirrus MothПрототип и первые серийные самолёты, оснащены двигателем ADC Cirrus мощностью 60 л. с. (45 кВт). Построено 8 предсерийных и 31 серийный самолёт.
DH.60 Cirrus II Moth (Hermes Moth)Появившаяся в 1927 году модификация с форсированным двигателем Cirrus Hermes мощностью 105 л. с. (78 кВт), отличался увеличенным размахом крыльев уменьшенным расстоянием между нижним и верхним крылом. Построено 32 самолёта
DH.60 Genet MothМодификация с радиальным двигателем Armstrong Siddeley Genet. Построено 6 самолётов.
DH.60G Gipsy MothМодификация с двигателем de Havilland Gipsy I мощностью 100 л. с. (75 кВт).
DH.60GII (Gipsy II Moth)Модификация с двигателем de Havilland Gipsy II мощностью 120 л. с. (89 кВт).
DH.60XВариант с X-образными расчалками шасси (X-образно расчаленные шасси устанавливались на все самолёты начиная с модификации DH.60M).
DH.60LЛюксовая модификация с более широкой дверью кабины и увеличенным багажником за задней кабиной. Так же отличалась характерной для 1930-х годов двухцветной окраской фюзеляжа.
DH.60M Moth (Metal Moth)Модификация с фюзеляжем, имеющим металлический силовой набор и полотняную обшивку. Несмотря на увеличившийся, по сравнению со стандартным фанерным фюзеляжем, вес, металлический фюзеляж был более удобным в обслуживании и стал стандартом для всех последующих модификаций.
DH.60T (Moth Trainer)Учебно-тренировочный вариант Metal-Gipsy Moth. Изменена система расчалок крыла для облегчения доступа в переднюю кабину для военных летчиков с надетыми парашютами. Построено 2 прототипа и 47 серийных самолётов.
Общее количество выпущенных самолётов Gipsy I и Gipsy II: de Havilland Aircraft Company — 595 шт., Morane-Saulnier (Франция) — 40 шт., Moth Corporation (США) — 18 шт., Larkin Aircraft Supply (Австралия) — 32 шт.
DH.60GIII MothМодификация с двигателем de Havilland Gipsy III. Построено 57 самолётов.
DH.60GIII Moth MajorВ 1934 году начиная с 58-го DH.60GIII обозначения двигателя Gipsy III изменилось на Gipsy Major, соответственно изменилось обозначение самолёта. Производство завершено в мае 1935 года, выпущено 96 самолётов, ещё один, последний Moth Major был построен Технической школой де Хэвиленда, таким образом общее количество выпущенных DH.60GIII составило 154 шт.
DH.60T (прототип Tiger Moth)8 прототипов учебно-тренировочного самолёта со стреловидным крылом. Из-за существенных изменений, внесенных в конструкцию, серийные самолёты получили собственное обозначение de Havilland DH.82 Tiger Moth.

## Тактико-технические характеристики (DH.60GGipsy Moth)
Источник данных: de Havilland DH.60 Moth на сайте «Уголок неба».

Технические характеристики
- Экипаж: 1
- Пассажировместимость: 1
- Длина: 7,29 м
- Размах крыла: 9,14 м
- Высота: 2,68 м
- Площадь крыла: 22,57 м2
- Масса пустого: 417
- Максимальная взлётная масса: 748 кг
- Силовая установка: 1 × de Havilland Gipsy
- Мощность двигателей: 1 × 100 л. с. (1 × 75 кВт)

Лётные характеристики
- Максимальная скорость: 164 км/ч
- Крейсерская скорость: 137 км/ч
- Практическая дальность: 515 км
- Практический потолок: 4420 м